# Разъезд 19 (Акмолинская область)
Разъе́зд 19 — упразднённый разъезд в Бурабайском районе Акмолинской области Казахстана. Входил в состав Кенесаринского сельского округа. Код КАТО — 117053500.

## География
Разъезд располагался в северо-западной части района, на расстоянии примерно 19 километров (по прямой) к северо-западу от административного центра района — города Щучинск, в 9 километрах к юго-востоку от административного центра сельского округа — аула Кенесары.
Абсолютная высота — 338 метров над уровнем моря.
Ближайшие населённые пункты: аул Баянбай — на юге, аул Кенесары — на северо-западе.

## История
Постановлением акимата Акмолинской области от 13 декабря 2013 года № А-11/556 и решением Акмолинского областного маслихата от 13 декабря 2013 года № 5С-20-10 «Об изменении административно-территориального устройства Акмолинской области» (зарегистрированное Департаментом юстиции Акмолинской области 21 января 2014 года № 3976):
- разъезды 19 был переведен в категорию иных поселений и исключён из учётных данных;
- поселение упразднённого населённого пункта — вошло в состав села Кенесары.

## Население
В 1989 году население разъезда составляло 28 человек (из них казахи — основное население).
В 1999 году население разъезда составляло 32 человека (13 мужчин и 19 женщин). По данным переписи 2009 года, в разъезде проживали 24 человека (12 мужчин и 12 женщин).
| Численность населения | Численность населения | Численность населения |
| 1989                  | 1999                  | 2009                  |
| --------------------- | --------------------- | --------------------- |
| 28                    | ↗32                   | ↘24                   |